# Scale dei moti geofisici

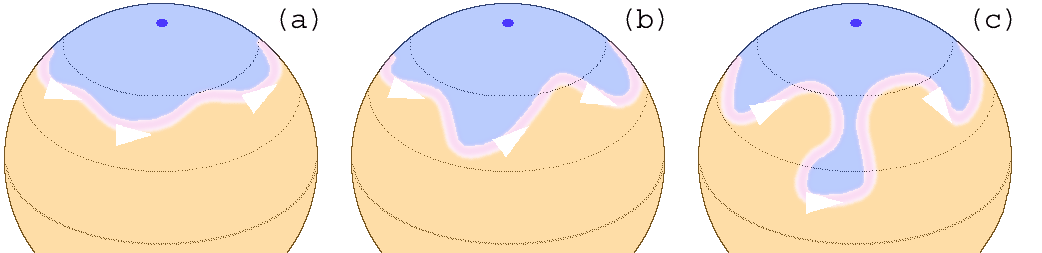
Onde di Rossby, esempio di fenomeni a scala planetaria

In geofluidodinamica e meteorologia dinamica i moti rispettivamente di oceano e atmosfera possono essere analizzati su scale spaziali e temporali di dimensioni e tempo differenti, che vanno dalla dimensione della Terra su tempi di anni, fino al cammino libero medio di singole molecole. I comportamenti esibiti sono molto diversi, quindi è conveniente suddividere queste scale in classi sulle quali le caratteristiche dei moti sono simili. Queste classi sono: la scala planetaria, la scala sinottica, la mesoscala e la piccola scala, detta anche microscala .

## Descrizione

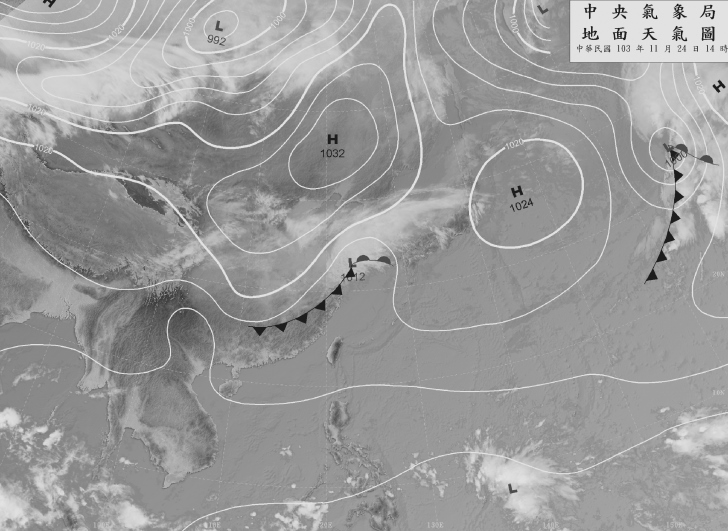
Carta meteorologica a scala sinottica

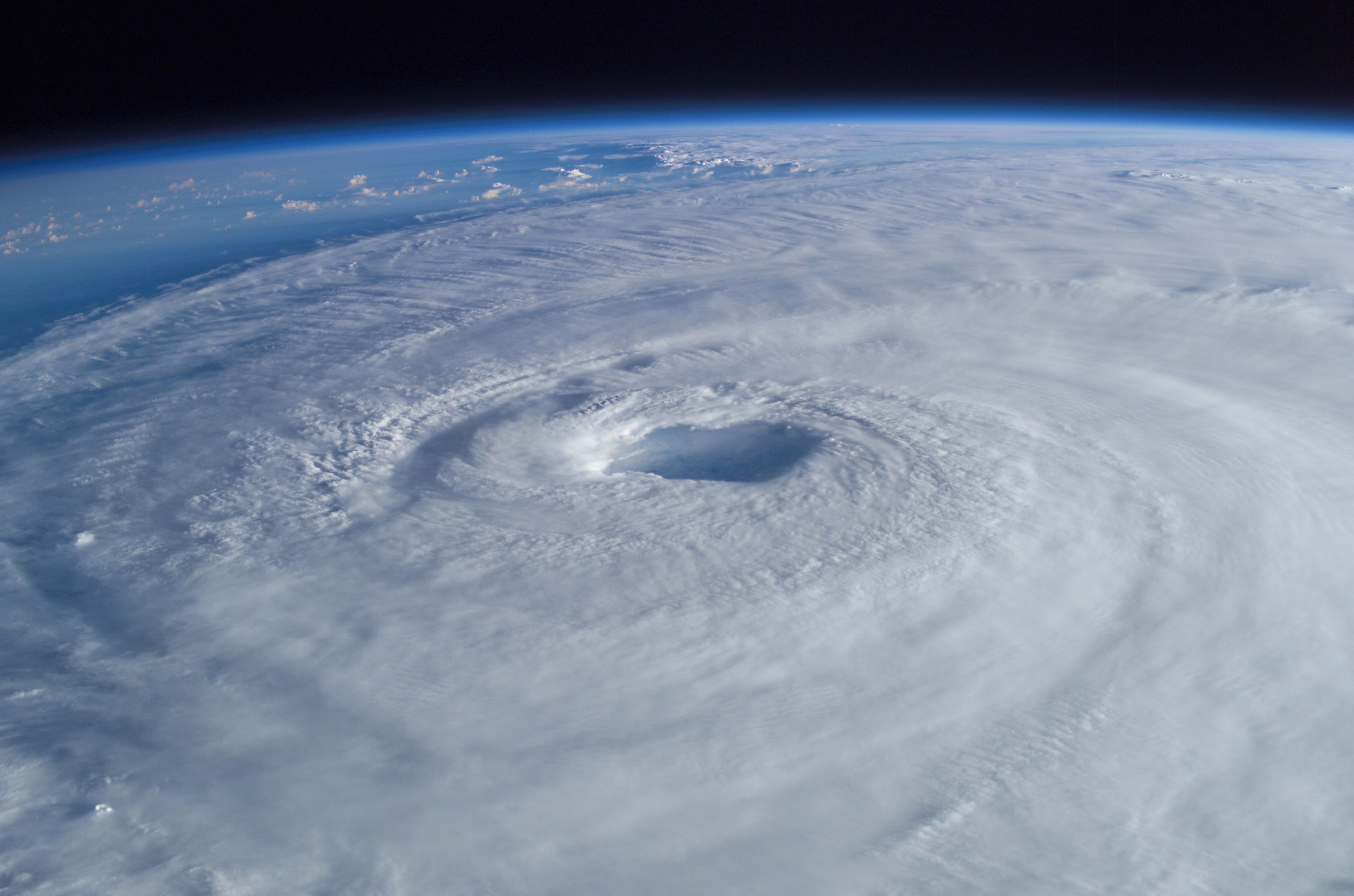
Uragano, esempio di fenomeno a mesoscala

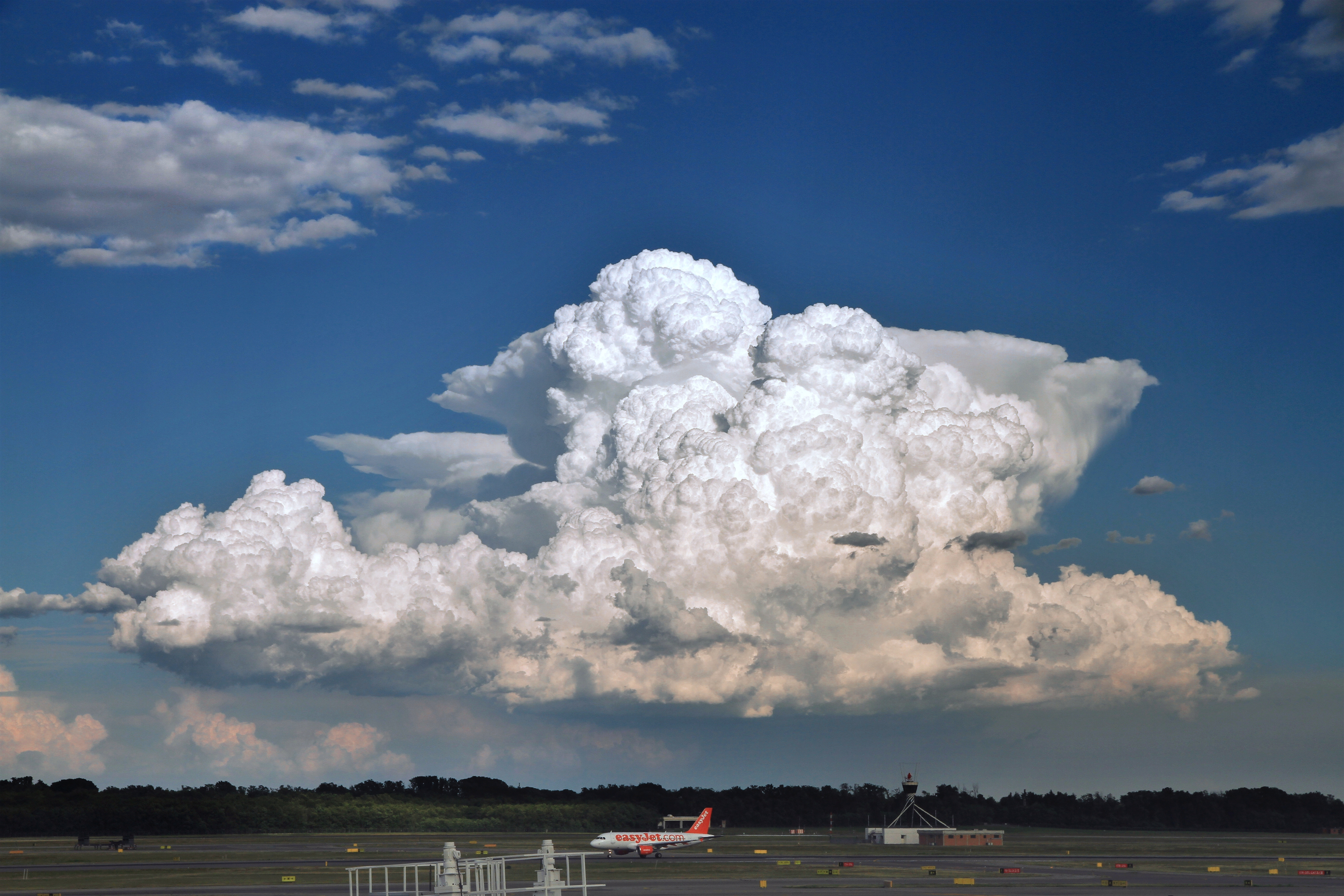
Nube convettiva, esempio di fenomeno a scala locale

Una proprietà importante di tutte le scale, tranne la piccola scala, è che in esse i moti sono quasi orizzontali, cioè la componente verticale del moto è di oltre un ordine di grandezza minore della componente orizzontale . 
La cosiddetta analisi di scala, cioè la definizione della scala del fenomeno più opportuna all'analisi richiesta, permette dunque l'uso di approssimazioni valide e del tutto lecite nella relativa trattazione fisico-matematica, permettendo così una semplificazione non trascurabile in alcuni termini delle equazioni fondamentali che regolano il moto dei fluidi geofisici.

### Scala planetaria
I moti su scala planetaria hanno dimensioni paragonabili a quelle del pianeta, dei continenti o degli oceani, e sono mediati su tempi lunghi, dal mese in su. Alla scala planetaria si riferiscono di solito i fenomeni studiati in climatologia. Un esempio di moti su questa scala sono le onde di Rossby lunghe, anche dette onde planetarie. Per descrivere i moti su scala planetaria spesso si adotta l'approssimazione a livello omogeneo basso (shallow homogeneous layer).

### Scala sinottica
Su scala sinottica si studiano i moti atmosferici e oceanici su lunghezze orizzontali variabili da centinaia a migliaia di chilometri, mediati su tempi nell'ordine delle 12-24 ore. Su questa scala è possibile analizzare gran parte della variabilità meteorologica. Tale studio rientra nell'ambito della meteorologia sinottica.

### Mesoscala
Sulla mesoscala si analizzano moti atmosferici con lunghezze caratteristiche che vanno da poche decine a poche centinaia di chilometri, come la circolazione atmosferica e le precipitazioni associate alle zone frontali, o eventi estremi come uragani o tempeste delle medie latitudini.

### Piccola scala
Detta anche microscala, riguarda moti di ordini di lunghezza inferiori o uguali alla decina di chilometri. Su questa scala si osserva una vasta varietà di fenomeni, tra i quali i moti che portano alla formazione di nubi convettive e le turbolenze che causano la dissipazione dell'energia cinetica dei moti di scala superiore.